# Alaa Eddine Aljem
Alaa Eddine Aljem (arabe : علاء الدين الجم), né le 29 novembre 1988 à Rabat, est un réalisateur et scénariste marocain.

## Biographie
Alaa Eddine Aljem est né le 29 novembre 1988 à Rabat. Il est le neveu du comédien et humoriste marocain Mohamed El Jem.
Il est diplômé de l'École supérieure des arts visuels de Marrakech. Il étudie également à l'Institut national supérieur des arts du spectacle et des techniques de diffusion (INSAS) de Bruxelles en master réalisation, production et scénario. Après avoir travaillé comme scénariste et assistant réalisateur pour le cinéma et la télévision, il fonde à Casablanca la société de production Le Moindre Geste avec la productrice Francesca Duca.
Il commence sa carrière de réalisateur par trois courts-métrages : en 2008, Le rituel, en 2009, Éducation nationale et en 2011, Dernier hommage.
En 2015, il réalise le court-métrage de fiction Les poissons du désert, qui remporte le grand prix du meilleur court-métrage, le prix de la critique et du scénario au Festival national du film du Maroc.
En 2016, il est choisi par le Magazine Screen International comme une des cinq stars montantes du monde arabe, la cérémonie ayant lieu à Dubai.
En mai 2019, son premier long métrage Le Miracle du saint inconnu, coproduction franco-marocaine, fait l’objet d’une présentation à la Semaine de la Critique du Festival de Cannes. Le film est nommé pour la Caméra d'Or et est également sélectionné dans plusieurs festivals en Europe, en Amérique, en Asie et en Australie.
Le film a également connu un très bel accueil critique et public et a été sélectionné pour représenter le Maroc aux oscars en 2021.

## Filmographie

### Courts métrages
- 2008 : Le rituel
- 2009 : Éducation nationale
- 2011 : Dernier hommage
- 2015 : Les Poissons du désert

### Long métrage
- 2019 : Le Miracle du saint inconnu

## Crédit d'auteurs
- (ar) Cet article est partiellement ou en totalité issu de l’article de Wikipédia en arabe intitulé « علاء الدين الجم » (voir la liste des auteurs).